# Protonemura austriaca
Protonemura austriaca är en bäcksländeart som beskrevs av Günther Theischinger 1976. Protonemura austriaca ingår i släktet Protonemura och familjen kryssbäcksländor. Inga underarter finns listade i Catalogue of Life.